# ビオランテ・デ・ウングリア
ビオランテ・デ・ウングリア（スペイン語: Violante de Hungría, 1216年頃 - 1251年10月9日）は、アラゴン王・バルセロナ伯ハイメ1世の2度目の王妃。名はヨランダ（Yolanda, Iolanda）とも。カタルーニャ語ではビオラン・ドングリア（Violant d'Hongria）。ハンガリー王アンドラーシュ2世と王妃ヨランド・ド・クルトネーのただ一人の子として、エステルゴムで生まれた。ハンガリー語名はヨラーンタ（Jolánta）。
1235年、ハイメ1世と結婚した。2人の間には10子が生まれた。
- ビオランテ（1236年 - 1300年） - カスティーリャ王アルフォンソ10世妃
- コンスタンサ（1239年 - 1269年） - カスティーリャ王子フアン・マヌエル（アルフォンソ10世の弟）妃
- ペドロ3世（1240年 - 1285年） - アラゴン王
- ジャウメ2世（1243年 - 1311年） - マヨルカ王
- フェルナンド（1245年 - 1250年）
- サンチャ（1246年 - 1251年）
- イサベル（1247年 - 1271年） - フランス王フィリップ3世妃
- マリア（1248年 - 1267年）
- サンチョ（1250年 - 1275年） - トレド大司教
- レオノール（1251年、夭折）

1251年にビオランテはウエスカで死去し、リェイダにあるサンタ・マリア・ダ・バルボナ王立修道院（ca）に埋葬された。